# Tipula (Tipula) bicolor
Tipula (Tipula) bicolor is een tweevleugelige uit de familie langpootmuggen (Tipulidae). De soort komt voor in het Afrotropisch gebied.